# خوسيه غوميز (لاعب كرة قدم مواليد 1999)
خوسيه غوميز (بالبرتغالية: José Gomes da Silva‏) هو لاعب كرة قدم غيني بيساوي وبرتغالي في مركز الهجوم، ولد في 8 أبريل 1999 في بيساو في غينيا بيساو. لعب مع نادي بنفيكا.

## وصلات خارجية
- خوسيه غوميز (لاعب كرة قدم مواليد 1999) على موقع الاتحاد الدولي (مؤرشف)  (الإنجليزية)
- خوسيه غوميز (لاعب كرة قدم مواليد 1999) على موقع الاتحاد الأوربي (الإنجليزية)
- خوسيه غوميز (لاعب كرة قدم مواليد 1999) على موقع قاعدة بيانات كرة القدم.إي يو (الإنجليزية)
- خوسيه غوميز (لاعب كرة قدم مواليد 1999) على موقع Soccerway.com (الإنجليزية)
- خوسيه غوميز (لاعب كرة قدم مواليد 1999) على موقع عالم كرة القدم.نت (الإنجليزية)